# 乙訓の文化遺産を守る会
乙訓の文化遺産を守る会（おとくにのぶんかいさんをまもるかい）とは、京都府南部乙訓地区の文化遺産を開発などから守るため保存や情報発信する任意団体。長岡京を発見・発掘した中山修一らが1966年に設立。現会長は京都府立大学名誉教授櫛木謙周。

## 活動内容
1955年（昭和30年）長岡京発掘をしていた中山が、阪急西向日駅北側50mで朝堂院の中門である会昌門跡を発見した。これにより幻の都といわれ文献には見えるが所在が不明であった長岡宮の実在が証明された。その後も中山は精力的に京都府や大学などを巻き込んで私財を投げ打って発掘を続けたが、そうした活動をバックアップする組織の設立も模索した。そして1966年（昭和41年）に当時甲南大学教授であった寿岳文章を会長とし、大阪大学助教授黒田俊雄と中山を副会長、小林清を事務局長とする「乙訓の文化遺産を守る会」を設立した。高度成長で地域開発の進む中発掘を推進し遺跡を保存するため、一般への広報活動、地主への活動また京都府などへの働きかけなどを行った。会員は100名で会報「乙訓文化」発行し、五塚原古墳（向日市）や天王山（乙訓郡大山崎町）などの文化遺産保存活動も行った。この会はしばらく続いたが、会長が故人となったことなどから自然消滅的に活動は停止した。部会として1970年（昭和45年）に同志社大学教授井ヶ田良治指導の下発足していた古文書部会はその後も続いた。
その後1998年（平成10年）に、神戸大学教授高橋昌明を会長とし、「乙訓文化」第50号を発行して活動を再開した。長岡京を中心とした乙訓地方の文化遺産を守るため、研究活動を進めるとともに、年数回の講演会・見学会の実施、会報「乙訓文化」と会誌「乙訓文化遺産」の発刊などを行っている。文化遺産保存の情報発信・啓蒙活動を行うとともに要望書提出をしたものは「勝龍寺城遺跡の保存と国史跡化を求める要望」「上里縄文遺跡の保存要望」「宝菩堤院廃寺遺跡・遺構保存に関する請願」「長岡宮第二次内裏（東宮）遺構の保存要望」「長岡宮第一次内裏（西宮）回廊推定遺構の保存要望」などがある。　